# Lương Thịnh
Lương Thịnh là một xã thuộc huyện Trấn Yên, tỉnh Yên Bái, Việt Nam.

## Địa lý
Xã Lương Thịnh có diện tích 71,71 km², dân số năm 2019 là 6.759 người, mật độ dân số đạt 94 người/km².

## Hành chính
Xã Lương Thịnh được chia thành 14 thôn: Chấn Hưng, Đồng Bằng 1, Đồng Bằng 2, Đồng Hào, Khe Bát, Khe Cá, Khe Lụa, Liên Thịnh, Lương Môn, Lương Tâm, Lương Thiện, Phương Đạo 1, Phương Đạo 2, Phương Đạo 3.